# Więcławice (stacja kolejowa)
Więcławice – stacja kolejowa w Więcławicach, w województwie kujawsko-pomorskim, w Polsce. Budynek stacyjny (właściwie nastawnię z poczekalnią) zburzono kilkadziesiąt lat temu, po elektryfikacji, przenosząc nastawnię poza perony.

## Linki zewnętrzne

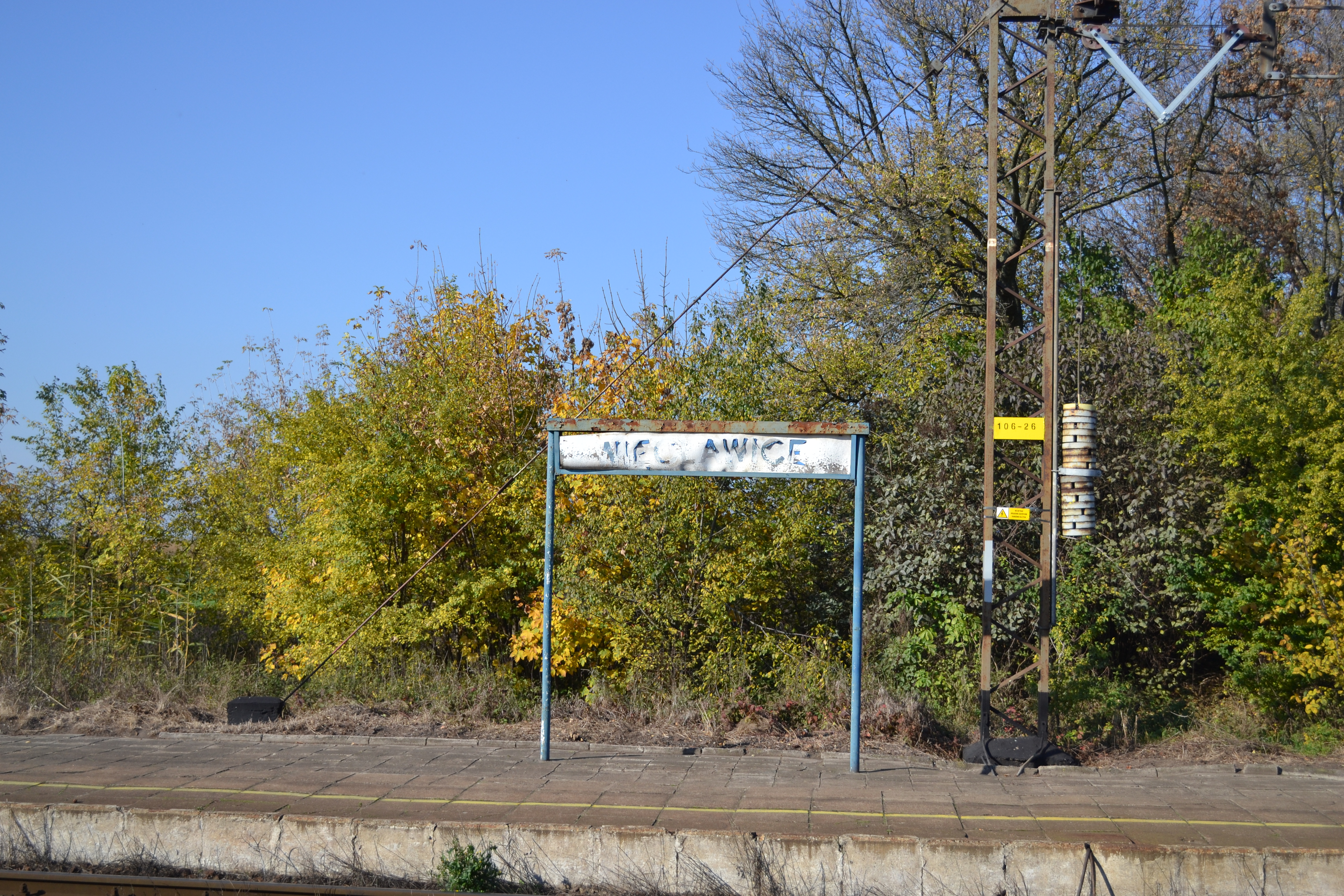
Tablica z nazwą stacji

## Ruch pasażerski
| Rok  | Wymiana pasażerska na dobę |
| ---- | -------------------------- |
| 2017 | 50-99                      |
| 2022 | 20-49                      |